# Keypad

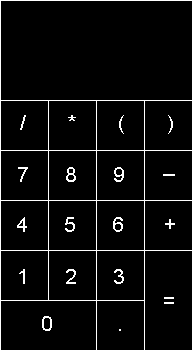
Zjednodušený nákres

Keypad je přídavná klávesnice pro počítače ZX Spectrum 128K+ a ZX Spectrum +2. Standardně byl dodáván s počítačem ZX Spectrum 128K+ ve Španělsku.

## Použití
Keypad umožňuje rychlejší editaci programu v režimu 128 Basic, neboť umožňuje rychlejší přesun kurzoru na následující a předcházející slovo, přesun kurzoru o 10 řádek výše a níže, přesun kurzoru na začátek a na konec řádky, smazání písmene na kterém je kurzor, smazání celého slova před kurzorem a za kurzorem, smazání části řádku od začátku řádku do pozice kurzoru a smazání části řádky od pozice kurzoru do konce řádky. V režimech Calculator a 48 Basic je Keypad použitelný pro vkládání čísel a některých matematických symbolů. Pokud je zobrazeno menu počítače, fungují v něm pouze klávesy UP, DOWN a ENTER.

## Technické informace
Keypad je připojen k počítači prostřednictvím paralelního portu zvukového čipu AY-3-8912, kdy některé linky tohoto portu zajišťují sériový přenos dat mezi Keypadem a počítačem (zbývající linky jsou využity pro regulérní port RS-232).
Klávesnice je organizována do matice 5 x 4 kláves.

## Nástupnické počítače
Z paměti ROM následných počítačů ZX Spectrum +2A a ZX Spectrum +3 byla podpora Keypadu odstraněna. Nicméně její editační funkce v +3 Basicu zůstaly a některé z nich je možné vyvolat v extend módu. Také existuje program Keypad Interrupt Routine, který přemapovává klávesnici a umožňuje tak využití těchto přídavných editačních funkcí.